# Allington (Dorset)
Pour les articles homonymes, voir Allington.
Allington est une paroisse civile et un village du Dorset, en Angleterre.